# Górnik Zabrze w sezonie 2020/2021
Sezon 2020/2021 był 73. sezonem w historii klubu i 63. na najwyższym poziomie rozgrywek ligowych (czwartym z kolei). Górnik zakończył rozgrywki Ekstraklasy na dziesiątym miejscu.Rozgrywki Pucharu Polski rozpoczął od 1/32 finału docierając do 1/8 rozgrywek.

## Działalność klubu
Na początku sierpnia klub poinformował o rozpoczęciu współpracy z duńską marką Hummel, która przez najbliższe trzy sezony została oficjalnym sponsorem technicznym klubu. Tym samym zakończona została współpraca z firmą Kraksport, która dotychczas dostarczała stroje marki Adidas.
5 sierpnia 2020 roku szefem skautingu został Łukasz Piworowicz.

## Stadion

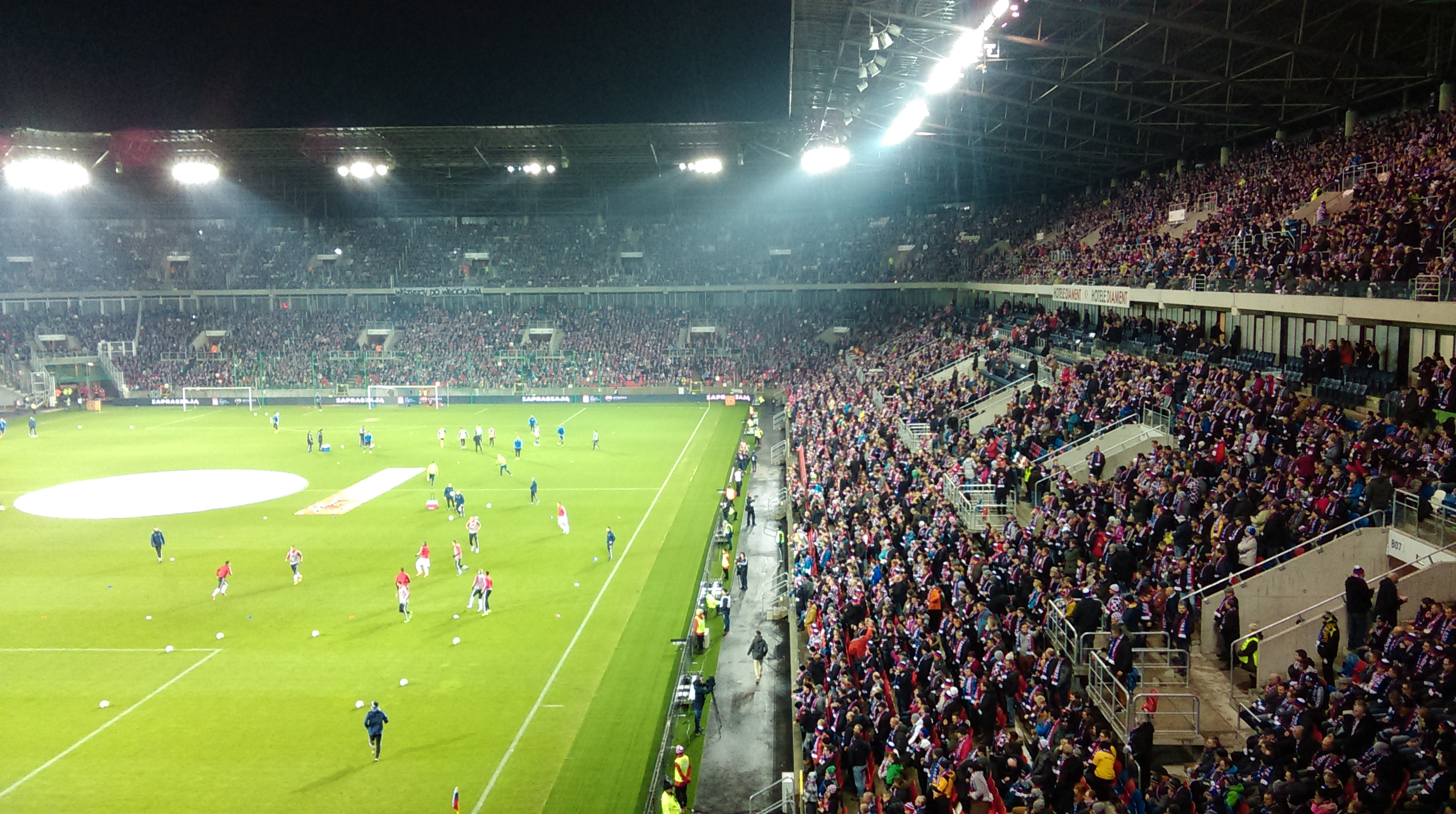
Arena Zabrze

Miejscem rozgrywania spotkań domowych był stadion Arena Zabrze o pojemności 24 563 krzesełek.

## PKO BP Ekstraklasa

### Tabela
| Poz. | Drużyna               | M  | Punkty | Z  | R  | P  | Bramki | Bramki | Bramki |
| Poz. | Drużyna               | M  | Punkty | Z  | R  | P  | +      | -      | +/-    |
| ---- | --------------------- | -- | ------ | -- | -- | -- | ------ | ------ | ------ |
| 8    | KGHM Zagłębie Lubin   | 30 | 41     | 11 | 8  | 11 | 38     | 40     | -2     |
| 9    | Jagiellonia Białystok | 30 | 37     | 10 | 7  | 13 | 39     | 48     | -9     |
| 10   | Górnik Zabrze         | 30 | 37     | 10 | 7  | 13 | 31     | 33     | -2     |
| 11   | Lech Poznań           | 30 | 37     | 9  | 10 | 11 | 39     | 38     | 1      |
| 12   | Wisła Płock           | 30 | 33     | 8  | 9  | 13 | 37     | 44     | -7     |

Ostatnia aktualizacja: 30. kolejka

### Wyniki spotkań
| Mecz           | Data            | Godz. | Stadion               | Przeciwnik                 | Wynik | Punkty | Strzelcy                |
| -------------- | --------------- | ----- | --------------------- | -------------------------- | ----- | ------ | ----------------------- |
| Runda jesienna |                 |       |                       |                            |       |        |                         |
| 1              | 23 sierpnia     | 17:30 | Zabrze                | Podbeskidzie Bielsko-Biała | 4:2   | 3      | Jiménez (3), Krawczyk   |
| 2              | 28 sierpnia     | 20:30 | Mielec                | Stal Mielec                | 2:0   | 6      | Bochniewicz, Manneh     |
| 3              | 13 września     | 17:30 | Zabrze                | Lechia Gdańsk              | 3:0   | 9      | Jiménez, Nowak, Ściślak |
| 4              | 19 września     | 20:00 | Warszawa              | Legia Warszawa             | 3:1   | 12     | Sobczyk, Nowak, Jiménez |
| 5              | 25 września     | 20:30 | Zabrze                | Wisła Kraków               | 0:0   | 13     | -                       |
| 6              | 3 października  | 20:00 | Lubin                 | KGHM Zagłębie Lubin        | 0:2   | 13     | -                       |
| 7              | 17 października | 17:30 | Zabrze                | Raków Częstochowa          | 1:3   | 13     | Nowak                   |
| 8              | 26 października | 18:00 | Grodzisk Wielkopolski | Warta Poznań               | 1:0   | 16     | Jiménez                 |
| 9              | 20 listopada    | 20:30 | Zabrze                | Piast Gliwice              | 1:2   | 16     | Jiménez                 |
| 10             | 7 listopada     | 20:00 | Wrocław               | Śląsk Wrocław              | 0:0   | 17     | -                       |
| 11             | 27 listopada    | 20:30 | Zabrze                | Pogoń Szczecin             | 2:1   | 20     | Jiménez, Nowak          |
| 12             | 7 grudnia       | 20:30 | Płock                 | Wisła Płock                | 1:0   | 23     | Krawczyk                |
| 13             | 12 grudnia      | 17:30 | Zabrze                | Cracovia                   | 0:2   | 23     | -                       |
| 14             | 20 grudnia      | 17:30 | Białystok             | Jagiellonia Białystok      | 0:1   | 23     | -                       |
| 15             | 30 stycznia     | 20:00 | Zabrze                | Lech Poznań                | 1:1   | 24     | Sobczyk                 |
| Runda wiosenna |                 |       |                       |                            |       |        |                         |
| 16             | 7 lutego        | 15:00 | Bielsko-Biała         | Podbeskidzie Bielsko-Biała | 1:2   | 24     | Koj                     |
| 17             | 15 lutego       | 20:30 | Zabrze                | Stal Mielec                | 2:1   | 27     | Wiśniewski, Krawczyk    |
| 18             | 20 lutego       | 20:00 | Gdańsk                | Lechia Gdańsk              | 0:2   | 27     | -                       |
| 19             | 27 lutego       | 20:00 | Zabrze                | Legia Warszawa             | 1:2   | 27     | Jiménez                 |
| 20             | 5 marca         | 20:30 | Kraków                | Wisła Kraków               | 0:0   | 28     | -                       |
| 21             | 14 marca        | 15:00 | Zabrze                | KGHM Zagłębie Lubin        | 2:0   | 31     | Krawczyk, Manneh        |
| 22             | 20 marca        | 17:30 | Bełchatów             | Raków Częstochowa          | 0:0   | 32     | -                       |
| 23             | 5 kwietnia      | 12:30 | Zabrze                | Warta Poznań               | 1:2   | 32     | Jiménez                 |
| 24             | 12 kwietnia     | 18:00 | Gliwice               | Piast Gliwice              | 0:2   | 32     | -                       |
| 25             | 16 kwietnia     | 20:30 | Zabrze                | Śląsk Wrocław              | 1:1   | 33     | Manneh                  |
| 26             | 20 kwietnia     | 18:00 | Szczecin              | Pogoń Szczecin             | 0:1   | 33     | -                       |
| 27             | 24 kwietnia     | 15:00 | Zabrze                | Wisła Płock                | 0:2   | 33     | -                       |
| 28             | 3 maja          | 17:30 | Kraków                | Cracovia                   | 0:1   | 33     | -                       |
| 29             | 7 maja          | 18:00 | Zabrze                | Jagiellonia Białystok      | 3:1   | 36     | Jiménez (2), Sobczyk    |
| 30             | 16 maja         | 17:30 | Poznań                | Lech Poznań                | 1:1   | 37     | Nowak                   |

Ostatnia aktualizacja: 30. kolejka
    zwycięstwo     remis     porażka

### Kolejka po kolejce
| 1 | 2 | 3 | 4 | 5 | 6 | 7 | 8 | 9 | 10 | 11 | 12 | 13 | 14 | 15 | 16 | 17 | 18 | 19 | 20 | 21 | 22 | 23 | 24 | 25 | 26 | 27 | 28 | 29 | 30 |
| - | - | - | - | - | - | - | - | - | -- | -- | -- | -- | -- | -- | -- | -- | -- | -- | -- | -- | -- | -- | -- | -- | -- | -- | -- | -- | -- |
| 1 | 1 | 1 | 1 | 1 | 2 | 2 | 2 | 3 | 3  | 3  | 3  | 4  | 5  | 5  | 5  | 4  | 4  | 6  | 7  | 5  | 5  | 8  | 8  | 9  | 10 | 10 | 11 | 10 | 10 |

    I runda kwalifikacyjna Ligi Mistrzów UEFA     II runda kwalifikacyjna Ligi Europy UEFA

## Fortuna Puchar Polski
| Faza | Data            | Godz. | Stadion                 | Przeciwnik                   | Wynik | Strzelcy                      |
| ---- | --------------- | ----- | ----------------------- | ---------------------------- | ----- | ----------------------------- |
| 1/32 | 13 sierpnia     | 20:30 | Zabrze                  | Jagiellonia Białystok        | 3:1   | Nowak, Jiménez, Bochniewicz   |
| 1/16 | 30 października | 18:00 | Ostrowiec Świętokrzyski | KSZO Ostrowiec Świętokrzyski | 3:2   | Evangelou, Wiśniewski, Manneh |
| 1/8  | 10 lutego       | 20:30 | Bełchatów               | Raków Częstochowa            | 2:4   | Jiménez (2)                   |

Ostatnia aktualizacja: 1/8 Pucharu Polski
    zwycięstwo     porażka

## Mecze towarzyskie
| Data                                | Przeciwnik         | Miejsce    | Wynik | Strzelcy                 |
| ----------------------------------- | ------------------ | ---------- | ----- | ------------------------ |
| Rozegrane w przerwie letniej        |                    |            |       |                          |
| 15 sierpnia                         | Radomiak Radom     | Zabrze     | 3:3   | Krawczyk (2), Ryczkowski |
| Rozegrane w trakcie rundy jesiennej |                    |            |       |                          |
| 6 września                          | SC Freiburg        | Fryburg    | 1:4   | Krawczyk                 |
| 4 października                      | Zagłębie Sosnowiec | Sosnowiec  | 1:1   | Bainović                 |
| Rozegrane w przerwie zimowej        |                    |            |       |                          |
| 19 stycznia                         | AS Trenčín         | Żylina     | 4:1   | Ściślak, Kubica, Nowak   |
| 23 stycznia                         | Slovan Bratysława  | Bratysława | 2:2   | Masouras, Kubica         |

Ostatnia aktualizacja: 25 stycznia 2021
    zwycięstwo     remis     porażka

## Zawodnicy

### Skład
| Nr                                                                 | Zawodnik              | Data urodzenia      | W klubie od | Poprzedni klub               | Ekstraklasa | Ekstraklasa | Puchar Polski | Puchar Polski | RAZEM | RAZEM |        |        | Uwagi                                               |
| Nr                                                                 | Zawodnik              | Data urodzenia      | W klubie od | Poprzedni klub               |             |             |               |               |       |       | EKS/PP | EKS/PP | Uwagi                                               |
| ------------------------------------------------------------------ | --------------------- | ------------------- | ----------- | ---------------------------- | ----------- | ----------- | ------------- | ------------- | ----- | ----- | ------ | ------ | --------------------------------------------------- |
| Bramkarze                                                          |                       |                     |             |                              |             |             |               |               |       |       |        |        |                                                     |
| 1                                                                  | Dawid Kudła           | 21 marca 1992       | 2019        | Zagłębie Sosnowiec           | –           | –           | 2             | –             | 2     | -     | 0/1    | –      |                                                     |
| 31                                                                 | Bartosz Neugebauer    | 18 lutego 2002      | 2019        | Rozwój Katowice              | –           | –           | –             | –             | -     | -     | –      | –      |                                                     |
| 84                                                                 | Martin Chudý          | 23 kwietnia 1989    | 2019        | Spartak Trnawa               | 30          | –           | 1             | –             | 31    | -     | 1/0    | –      |                                                     |
| Obrońcy                                                            |                       |                     |             |                              |             |             |               |               |       |       |        |        |                                                     |
| 2                                                                  | Przemysław Wiśniewski | 27 lipca 1998       | 2015        | Górnik II Zabrze             | 29          | 1           | 3             | 1             | 32    | 2     | 6/2    | –      |                                                     |
| 4                                                                  | Aleksander Paluszek   | 9 kwietnia 2001     | 2019        | Śląsk II Wrocław             | 13          | –           | –             | –             | 13    | -     | 3/0    | –      |                                                     |
| 5                                                                  | Paweł Bochniewicz     | 30 stycznia 1996    | 2018        | Udinese Calcio               | 2           | 1           | 1             | 1             | 3     | 2     | -      | -      | w okienku letnim odszedł do sc Heerenveen           |
| 5                                                                  | Stefanos Evangelou    | 12 maja 1998        | 2020        | Panionios GSS                | 9           | –           | 2             | 1             | 11    | 1     | 4/0    | –      |                                                     |
| 13                                                                 | Kacper Michalski      | 3 stycznia 2000     | 2020        | GKS Katowice                 | 3           | –           | –             | –             | 3     | -     | –      | –      |                                                     |
| 14                                                                 | Michał Koj            | 28 lipca 1993       | 2017        | Ruch Chorzów                 | 14          | 1           | 2             | –             | 16    | 1     | 3/0    | –      |                                                     |
| 16                                                                 | Dariusz Pawłowski     | 25 lutego 1999      | 2012        | Bruk-Bet Termalica Nieciecza | 10          | –           | 1             | –             | 11    | -     | –      | –      |                                                     |
| 23                                                                 | Giannis Masouras      | 23 marca 1999       | 2018        | Górnik II Zabrze             | 23          | –           | 2             | –             | 25    | -     | 4/0    | –      |                                                     |
| 27                                                                 | Adrian Gryszkiewicz   | 13 grudnia 1999     | 2018        | Gwarek Zabrze                | 27          | –           | 2             | –             | 29    | -     | 5/0    | –      |                                                     |
| 64                                                                 | Erik Janža            | 21 czerwca 1993     | 2019        | NK Osijek                    | 28          | –           | 3             | –             | 31    | -     | 6/0    | –      |                                                     |
| Pomocnicy                                                          |                       |                     |             |                              |             |             |               |               |       |       |        |        |                                                     |
| 3                                                                  | Krzysztof Kubica      | 25 maja 2000        | 2020        | Chrobry Głogów               | 22          | –           | 1             | –             | 23    | -     | 4/1    | –      |                                                     |
| 6                                                                  | Roman Procházka       | 14 marca 1989       | 2020        | Viktoria Pilzno              | 28          | –           | 2             | –             | 30    | -     | 3/0    | –      |                                                     |
| 7                                                                  | Michał Rostkowski     | 10 sierpnia 2000    | 2020        | ROW 1964 Rybnik              | 11          | –           | 1             | –             | 12    | -     | 0/1    | –      |                                                     |
| 8                                                                  | Alasana Manneh        | 8 kwietnia 1998     | 2019        | Etyr Wielkie Tyrnowo         | 27          | 3           | 3             | 1             | 30    | 4     | 8/1    | –      |                                                     |
| 9                                                                  | Jesús Jiménez         | 5 listopada 1993    | 2018        | CF Talavera de la Reina      | 29          | 12          | 2             | 3             | 31    | 15    | 2/0    | –      |                                                     |
| 10                                                                 | Łukasz Wolsztyński    | 8 grudnia 1994      | 2012        | Legionovia Legionowo         | 2           | –           | -             | -             | 2     | -     | -      | -      | w okienku zimowym odszedł z klubu                   |
| 11                                                                 | Adam Ryczkowski       | 30 kwietnia 1997    | 2018        | Chojniczanka Chojnice        | 5           | –           | 1             | -             | 6     | -     | 1/0    | -      | w trakcie sezonu odszedł do Chojniczanki Chojnice   |
| 15                                                                 | Norbert Wojtuszek     | 5 października 2001 | 2020        | Pogoń Siedlce                | 14          | –           | 1             | –             | 15    | -     | 2/0    | –      |                                                     |
| 17                                                                 | Bartosz Nowak         | 25 sierpnia 1993    | 2020        | Stal Mielec                  | 29          | 5           | 3             | 1             | 32    | 6     | 2/1    | –      |                                                     |
| 18                                                                 | Wojciech Hajda        | 23 maja 2000        | 2018        | Stomil Olsztyn               | 4           | –           | 2             | –             | 6     | -     | 1/1    | –      | w okienku zimowym wypożyczony do Sandecji Nowy Sącz |
| 19                                                                 | Bartłomiej Eizenchart | 23 sierpnia 2001    | 2018        | GKS Bełchatów                | –           | –           | –             | –             | -     | -     | –      | –      |                                                     |
| 20                                                                 | Daniel Ściślak        | 13 marca 2000       | 2019        | Górnik II Zabrze             | 20          | 1           | 2             | –             | 22    | 1     | 2/1    | –      |                                                     |
| 44                                                                 | Filip Bainović        | 23 czerwca 1996     | 2019        | FK Rad                       | 7           | –           | 1             | -             | 8     | -     | -      |        | w trakcie sezonu wypożyczony do Radnika Surdulica   |
| Napastnicy                                                         |                       |                     |             |                              |             |             |               |               |       |       |        |        |                                                     |
| 10                                                                 | Richmond Boakye       | 28 stycznia 1993    | 2021        | FK Crvena Zvezda             | 13          | –           | 1             | –             | 14    | -     | 3/0    | –      | dołączył do klubu w okienku zimowym                 |
| 21                                                                 | Piotr Krawczyk        | 29 grudnia 1994     | 2019        | Legionovia Legionowo         | 26          | 4           | 3             | –             | 29    | 4     | –      | –      |                                                     |
| 24                                                                 | Alex Sobczyk          | 20 maja 1997        | 2020        | Spartak Trnawa               | 26          | 3           | 3             | –             | 29    | 3     | 5/1    | –      |                                                     |
| Ostatnia aktualizacja: 30. kolejka Ekstraklasy, 1/8 Pucharu Polski |                       |                     |             |                              |             |             |               |               |       |       |        |        |                                                     |

### Transfery

#### Przyszli
| Poz            | Nazwisko              | Poprzedni klub               | Typ                   | Koniec     | Kwota transferu | Źródło |
| -------------- | --------------------- | ---------------------------- | --------------------- | ---------- | --------------- | ------ |
| Okienko letnie |                       |                              |                       |            |                 |        |
| NA             | Kamil Lukoszek        | Górnik II Zabrze             | przejście z rezerw    | -          | -               | [ 4 ]  |
| OB             | Kacper Michalski      | GKS Katowice                 | prawo odkupu          | 30.06.2022 | -               | [ 5 ]  |
| PO             | Bartosz Nowak         | Stal Mielec                  | wolny transfer        | 30.06.2022 | -               | [ 6 ]  |
| NA             | Alex Sobczyk          | Spartak Trnawa               | wolny transfer        | 30.06.2023 | -               | [ 7 ]  |
| PO             | Wojciech Hajda        | Stomil Olsztyn               | powrót z wypożyczenia | 30.06.2020 | -               | [ 8 ]  |
| PO             | Krzysztof Kubica      | Chrobry Głogów               | powrót z wypożyczenia | –          | -               | [ 8 ]  |
| PO             | Bartłomiej Eizenchart | Puszcza Niepołomice          | powrót z wypożyczenia | –          | -               | [ 9 ]  |
| BR             | Tomasz Loska          | Bruk-Bet Termalica Nieciecza | powrót z wypożyczenia | –          | -               | [ 10 ] |
| BR             | Daniel Bielica        | Sandecja Nowy Sącz           | powrót z wypożyczenia | –          | -               | [ 11 ] |
| PO             | Daniel Liszka         | GKS 1962 Jastrzębie          | powrót z wypożyczenia | –          | -               | –      |
| OB             | Giannis Masouras      | AE Larisa                    | wypożyczenie          | 30.06.2021 | -               | [ 12 ] |
| PO             | Ishmael Baidoo        | FK Železiarne Podbrezová     | powrót z wypożyczenia | –          | -               | –      |
| PO             | Norbert Wojtuszek     | Pogoń Siedlce                | transfer              | 30.06.2023 | brak danych     | [ 13 ] |
| OB             | Stefanos Evangelou    | Panionios GSS                | transfer              | 30.06.2022 | bez odstępnego  | [ 14 ] |
| Okienko zimowe |                       |                              |                       |            |                 |        |
| PO             | Bartłomiej Eizenchart | GKS Bełchatów                | powrót z wypożyczenia | –          | -               | [ 15 ] |
| NA             | Richmond Boakye       | FK Crvena Zvezda             | transfer              | 30.06.2021 | bez odstępnego  | [ 16 ] |

Ostatnia aktualizacja: 9 lutego 2021
    zawodnik po powrocie z wypożyczenia odszedł z klubu lub został ponownie wypożyczony

#### Odeszli
| Poz            | Nazwisko                  | Nowy klub                    | Typ                 | Uwagi         | Źródło        |
| -------------- | ------------------------- | ---------------------------- | ------------------- | ------------- | ------------- |
| Okienko letnie |                           |                              |                     |               |               |
| NA             | Igor Angulo               | FC Goa                       | koniec kontraktu    | -             | [ 17 ]        |
| PO             | Szymon Matuszek           | Miedź Legnica                | koniec kontraktu    | -             | [ 18 ]        |
| NA             | Kamil Zapolnik            | Miedź Legnica                | koniec kontraktu    | -             | [ 19 ]        |
| OB             | David Kopacz              | Würzburger Kickers           | koniec wypożyczenia | -             | [ 19 ]        |
| NA             | Giorgos Giakoumakis       | VVV Venlo                    | koniec wypożyczenia | -             | [ 20 ]        |
| PO             | Bartłomiej Eizenchart     | GKS Bełchatów                | wypożyczenie        | do 30.06.2021 | [ 9 ]         |
| BR             | Tomasz Loska              | Bruk-Bet Termalica Nieciecza | transfer            | 45.000 €      | [ 10 ]        |
| BR             | Daniel Bielica            | Warta Poznań                 | wypożyczenie        | do 30.06.2021 | [ 11 ]        |
| PO             | Erik Jirka                | CD Mirandés                  | koniec wypożyczenia | -             | [ 21 ]        |
| PO             | Daniel Liszka             | Wigry Suwałki                | wypożyczenie        | do 30.06.2021 | [ 22 ]        |
| PO             | Mateusz Matras            | Stal Mielec                  | transfer            | -             | [ 23 ]        |
| OB             | Stavros Vasilantonopoulos | AEK Ateny                    | koniec wypożyczenia | -             | -             |
| OB             | Kamil Surowiec            | Górnik II Zabrze             | przejście do rezerw | -             | -             |
| PO             | Michał Rostkowski         | Górnik II Zabrze             | przejście do rezerw | -             | -             |
| PO             | Bartosz Bartczuk          | Gwarek Tarnowskie Góry       | brak danych         | -             | -             |
| PO             | Ishmael Baidoo            | Pogoń Siedlce                | wypożyczenie        | do 30.06.2021 | [ 24 ]        |
| OB             | Paweł Bochniewicz         | sc Heerenveen                | transfer            | 1.400.000 €   | [ 25 ]        |
| Okienko zimowe |                           |                              |                     |               |               |
| PO             | Łukasz Wolsztyński        | Arka Gdynia                  | koniec kontraktu    | -             | [ 26 ] [ 27 ] |
| PO             | Filip Bainović            | Radnik Surdulica             | wypożyczenie        | do 30.06.2021 | [ 28 ]        |
| PO             | Adam Ryczkowski           | Chojniczanka Chojnice        | transfer            | -             | [ 29 ]        |
| PO             | Wojciech Hajda            | Sandecja Nowy Sącz           | wypożyczenie        | do 30.06.2021 | [ 30 ]        |

Ostatnia aktualizacja: 8 lutego 2021

#### Nowe kontrakty
| Poz            | Nazwisko         | Koniec kontraktu | Typ           | Źródło |
| -------------- | ---------------- | ---------------- | ------------- | ------ |
| Okienko letnie |                  |                  |               |        |
| PO             | Krzysztof Kubica | do 30.06.2023    | nowy kontrakt | [ 31 ] |
| OB             | Kacper Michalski | do 30.06.2022    | nowy kontrakt | [ 5 ]  |
| PO             | Wojciech Hajda   | do 30.06.2022    | nowy kontrakt | [ 32 ] |

Ostatnia aktualizacja: 19 sierpnia 2020

### Skład podstawowy
23 zawodników wystąpiło w tym sezonie w wyjściowym składzie. Najwięcej spotkań (31) rozegrał po raz drugi z kolei słowacki bramkarz Martin Chudý. W podstawowej jedenastce znalazło się pięciu zawodników, którzy zagrali w tej grupie również w sezonie poprzednim (Chudý, Wiśniewski, Jiménez, Janža, Manneh, ).
| Nr | Poz | Zawodnik              | Ekstraklasa | Puchar Polski | Razem |
| -- | --- | --------------------- | ----------- | ------------- | ----- |
| 84 | BR  | Martin Chudý          | 30          | 1             | 31    |
| 2  | OB  | Przemysław Wiśniewski | 28          | 3             | 31    |
| 9  | PO  | Jesús Jiménez         | 28          | 2             | 30    |
| 64 | OB  | Erik Janža            | 26          | 3             | 29    |
| 27 | OB  | Adrian Gryszkiewicz   | 27          | 2             | 29    |
| 17 | PO  | Bartosz Nowak         | 25          | 2             | 27    |
| 8  | PO  | Alasana Manneh        | 21          | 3             | 24    |
| 24 | NA  | Alex Sobczyk          | 21          | 3             | 24    |
| 23 | OB  | Giannis Masouras      | 20          | 2             | 22    |
| 6  | PO  | Roman Procházka       | 19          | 2             | 21    |
| 3  | PO  | Krzysztof Kubica      | 15          | 1             | 16    |
| 14 | OB  | Michał Koj            | 11          | 2             | 13    |
| 4  | OB  | Aleksander Paluszek   | 12          | –             | 11    |
| 16 | OB  | Dariusz Pawłowski     | 9           | 1             | 10    |
| 21 | NA  | Piotr Krawczyk        | 8           | –             | 8     |
| 15 | PO  | Norbert Wojtuszek     | 7           | 1             | 8     |
| 10 | NA  | Richmond Boakye       | 7           | –             | 7     |
| 5  | OB  | Stefanos Evangelou    | 6           | 1             | 7     |
| 7  | PO  | Michał Rostkowski     | 5           | –             | 5     |
| 20 | PO  | Daniel Ściślak        | 4           | -             | 4     |
| 5  | OB  | Paweł Bochniewicz     | 2           | 1             | 3     |
| 1  | BR  | Dawid Kudła           | –           | 2             | 2     |
| 18 | PO  | Wojciech Hajda        | –           | 1             | 1     |

Ostatnia aktualizacja: 30. kolejka Ekstraklasy, 1/8 Pucharu Polski
    podstawowa jedenastka     zawodnik odszedł z klubu w trakcie sezonu

## Zarząd i sztab szkoleniowy
Trenerem pierwszej drużyny pozostał Marcin Brosz, pełniący te obowiązki od 3 czerwca 2016 roku.
| Stanowisko                          | Imię i nazwisko              | Uwagi                |
| ----------------------------------- | ---------------------------- | -------------------- |
| Trener                              | Marcin Brosz                 | od 3 czerwca 2016    |
| Fizjoterapeuta                      | Bartłomiej Spałek            | Bartłomiej Spałek    |
| Masażysta                           | Sebastian Jagiełło           | Sebastian Jagiełło   |
| Lekarz                              | Zbigniew Kwiatkowski         | Zbigniew Kwiatkowski |
| Kierownik drużyny                   | Krzysztof Skutnik            | Krzysztof Skutnik    |
| Obsługa techniczna                  | Bartosz Jankowy              | Bartosz Jankowy      |
| Koordynator ds. Szkolenia Młodzieży | Jan Żurek                    | od 27 lipca 2016     |
| Trener bramkarzy                    | Mateusz Sławik               | od 6 lutego 2019     |
| Trener przygotowania fizycznego     | Wojciech Mroszczyk           | od 20 czerwca 2016   |
| Asystent trenera                    | Marek Kasprzyk               | od 11 lipca 2016     |
| Asystent trenera                    | Marek Matuszek               | od 6 lutego 2019     |
| Prezes                              | Dariusz Czernik              |                      |
| Członek zarządu                     | Wojciech Warian              | od 1 lutego 2019     |
| Członek zarządu                     | Małgorzata Miller-Gogolińska | -                    |
| Szef skautingu                      | Łukasz Piworowicz            | od 5 sierpnia 2020   |
| Górnik II Zabrze (zespół rezerw)    |                              |                      |
| Trener                              | Marcin Prasoł                | od 13 czerwca 2019   |
| Asystent trenera                    | Piotr Gierczak               | od 13 czerwca 2019   |
| Asystent trenera                    | Arkadiusz Przybyła           | od 3 sierpnia 2018   |
| Trener bramkarzy                    | Jerzy Machnik                | od 6 lutego 2019     |

### Nagrody indywidualne
| Imię i nazwisko | Nagroda         | Źródło |
| --------------- | --------------- | ------ |
| Marcin Brosz    | trener sierpnia | [ 33 ] |